# Pédiculaire tronquée
Pedicularis recutita
Espèce
La Pédiculaire tronquée (Pedicularis recutita) est une espèce de plantes vivaces de la famille des Orobanchacées.